# حکومت وحشت

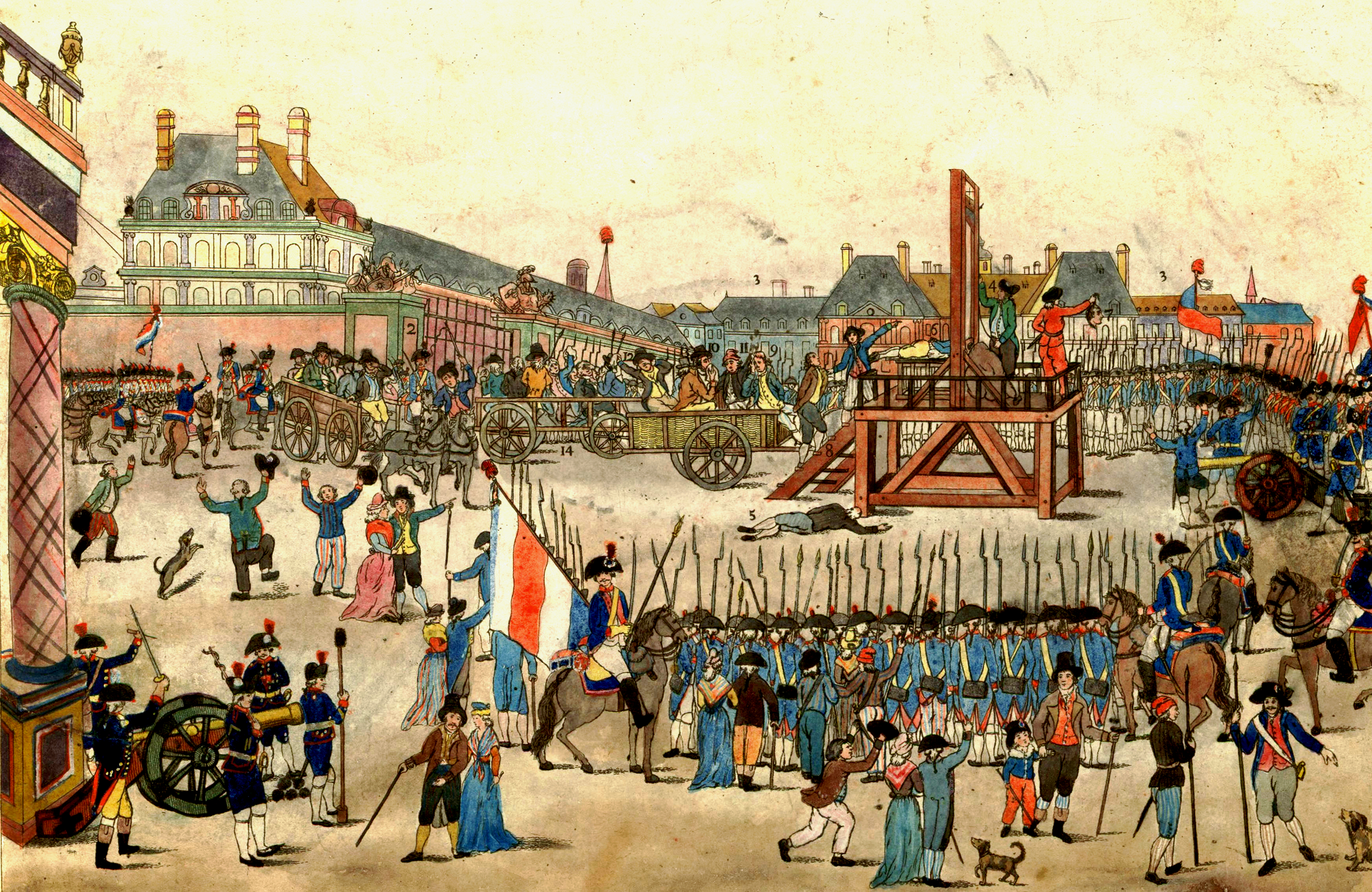
مراسم اعدام روبسپیر

حکومت وحشت (فرانسوی: la Terreur‎) دورانی از انقلاب فرانسه می‌باشد که در پی تشکیل جمهوری اول فرانسه در آن قتل‌عام‌ها و اعدام‌های در ملأ عام به‌خاطر غیرت انقلابی، احساسات روحانی‌ستیز و اتهامات خیانت توسط کمیته امنیت عمومی انجام شدند.
تاریخ‌دانان دربارهٔ سرآغاز «وحشت» اختلاف نظر دارند. برخی آغاز آن را تنها در ۱۷۹۳ یا در ۵ سپتامبر، ژوئن یا مارس می‌دانند زمانی که دادگاه انقلابی بوجود آمد. دیگران زمان کشتار سپتامبر در سال ۱۷۹۲، یا حتی جولای ۱۷۸۹ زمانی که اولین کشتار انقلابی رخ داد را سرآغاز دوران حکومت وحشت می‌دانند.
در نهایت نزدیک به ۴۰ هزار زندانی به اعدام محکوم شدند که نزدیک به نیمی از آن‌ها بدون جلسه دادرسی اعدام شدند یا در انتظار مرگ مردند.
پس از انقلاب فرانسه در ۱۷۸۹ و برقراری رژیم جدید، جدال برای کسب قدرت بین گروه‌های رقیب ادامه یافت. به‌طوری‌که در نخستین روزهای انقلاب، احزاب و گروه‌های سیاسی متعددی با یکدیگر مبارزه می‌کردند که مهم‌ترین آن‌ها عبارت بودند از:
- پادشاهی‌خواهان: که می‌کوشیدند لویی شانزدهم را همچنان به صورت یک پادشاه حفظ کنند.
- اعتدالیون: که هدف آنان استقرار حکومت مشروطه سلطنتی، مشابه انگلستان، و تدوین قانون اساسی بود.
- ژیروندن‌ها (جمهوری خواهان میانه‌رو): که خواستار برپایی مسالمت‌آمیز حکومت جمهوری و برچیده شدن نظام پادشاهی مطلقه بودند. بیشتر اعضای ژیروندن‌ها از ولایت ژیروند بودند.
- ژاکوبن‌ها (جمهوری خواهان تندرو): که خواستار واژگونی نظام موجود به‌طور خشونت‌بار توسط یک انقلاب و اعلام جمهوری بودند. ژاکوبن‌ها چون در صومعه ژاکوبوس (دومینیکن) واقع در خیابان سن ژاک پاریس گرد هم می‌آمدند، بدین نام مشهور شدند.

تاریخ‌دانان آغاز دوره ترور را ۵ سپتامبر ۱۷۹۳ می‌دانند. ژاکوبن‌های تندرو و انقلابی، به رهبری ماکسیمیلیان روبسپیر، قدرت را به دست گرفتند. این دوره ۱۰ ماه به درازا انجامید. ژاکوبن‌ها، ژیروندن‌ها را از مجلس کنوانسیون بیرون کردند و دو کمیته «نجات ملی» و «امنیت عمومی» را برگزیدند. این دو به‌زودی به قدرت مخوفی بدل شد و مجلس را بازیچه دست خود کرد تا از آن راه، قوانین ظالمانه را تصویب کند. مجمع ملی ۱۷۹۳ قانون مهمی به نام «قانون مظنونات» را به تصویب رساند که طبق آن هر کس مورد سوءظن قرار می‌گرفت تحت تعقیب واقع می‌شد. در دوره ترور، ۲۲ تن از ژیروندن‌های انقلابی در دادگاه‌های انقلاب محاکمه و اعدام شدند و بسیاری از مردان انقلابی دیگر نیز، یکی پس از دیگری به تیغ گیوتین سپرده شدند که ازجملهٔ آن‌ها ژرژ دانتون، رهبر انقلابی و قهرمان دفاع از حقوق طبقات فقیر را باید نام برد.
یکی دیگر از محکومین، لاووازیه، شیمی‌دان پرآوازه بود که برای انجام آزمایش‌های علمی خود تقاضای مهلت نمود ولی یکی از قضات پاسخ داد: «جمهوری انقلابی فرانسه دیگر شیمی‌دان نیاز ندارد». قربانیان کمیته نجات ملی را در حدود ۴۰ هزار نفر برآورد کرده‌اند و روبسپیر از مشهورترین مردان انقلاب و رهبر ژاکوبن‌ها، مظهر و هدایت‌کنندهٔ این ترورها شده بود. یکی از سیاستمدارانی که به‌طور معجزه‌آسا از تیغه گیوتین روبسپیر جان به در برده بود، پیشنهاد کرد روی سنگ قبر او (روبسپیر) این جمله را حک کنند: «ای عابر! بر مرگ من گریه نکن، زیرا اگر من زنده بودم تو مرده بودی».

## نگارخانه

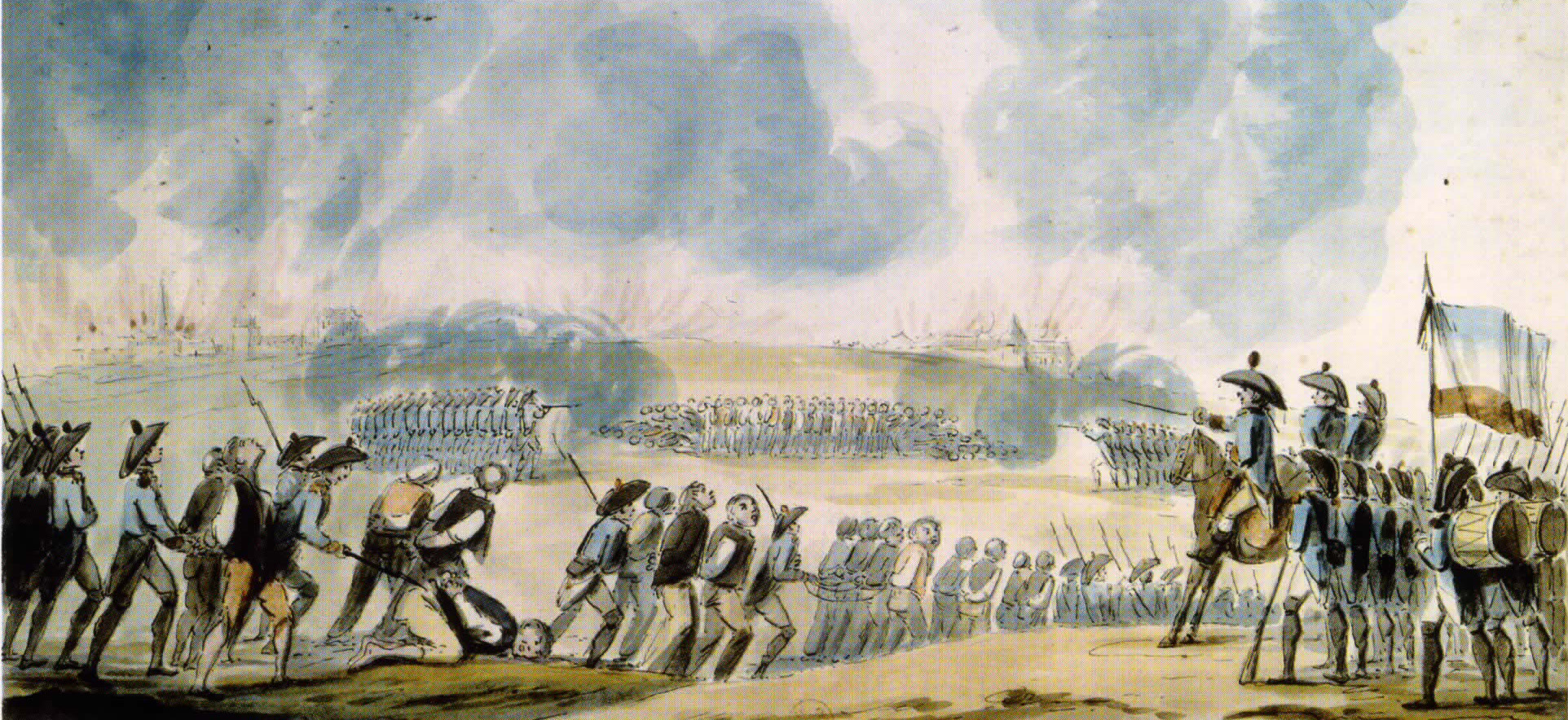
تیراندازی های دسته جمعی در نانت، 1793
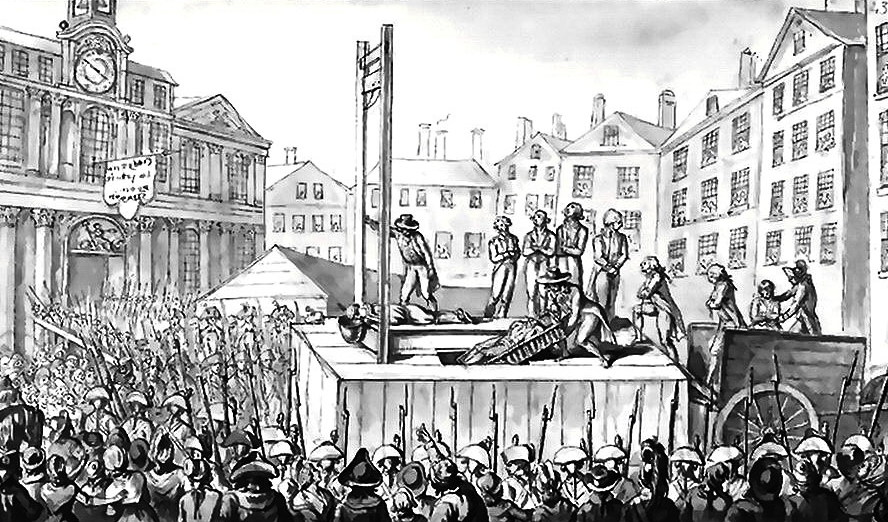
9 مهاجر با گیوتین اعدام شدند، 1793
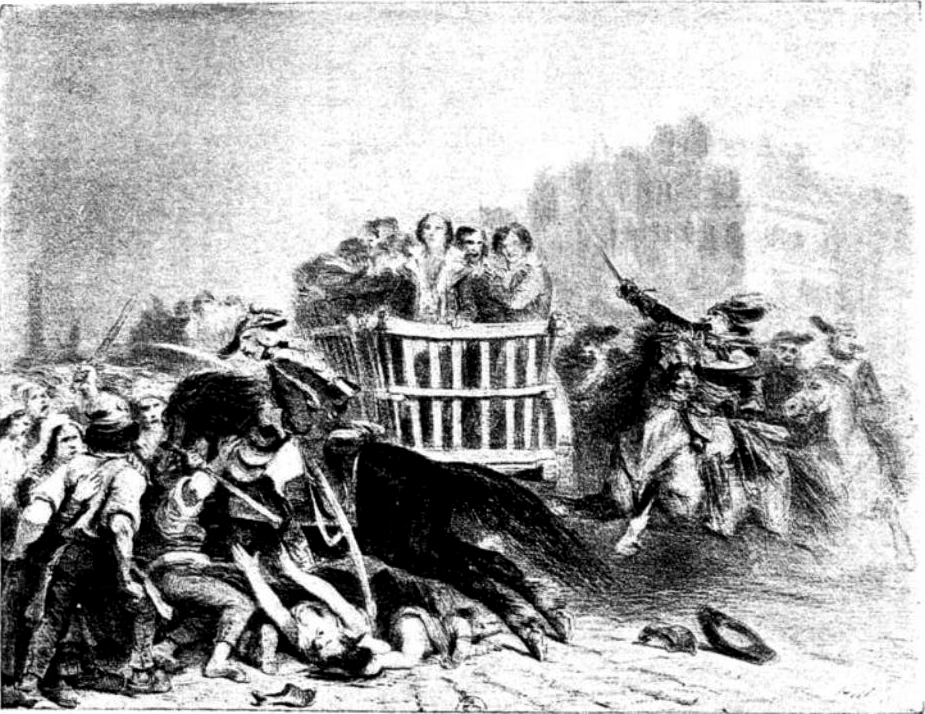
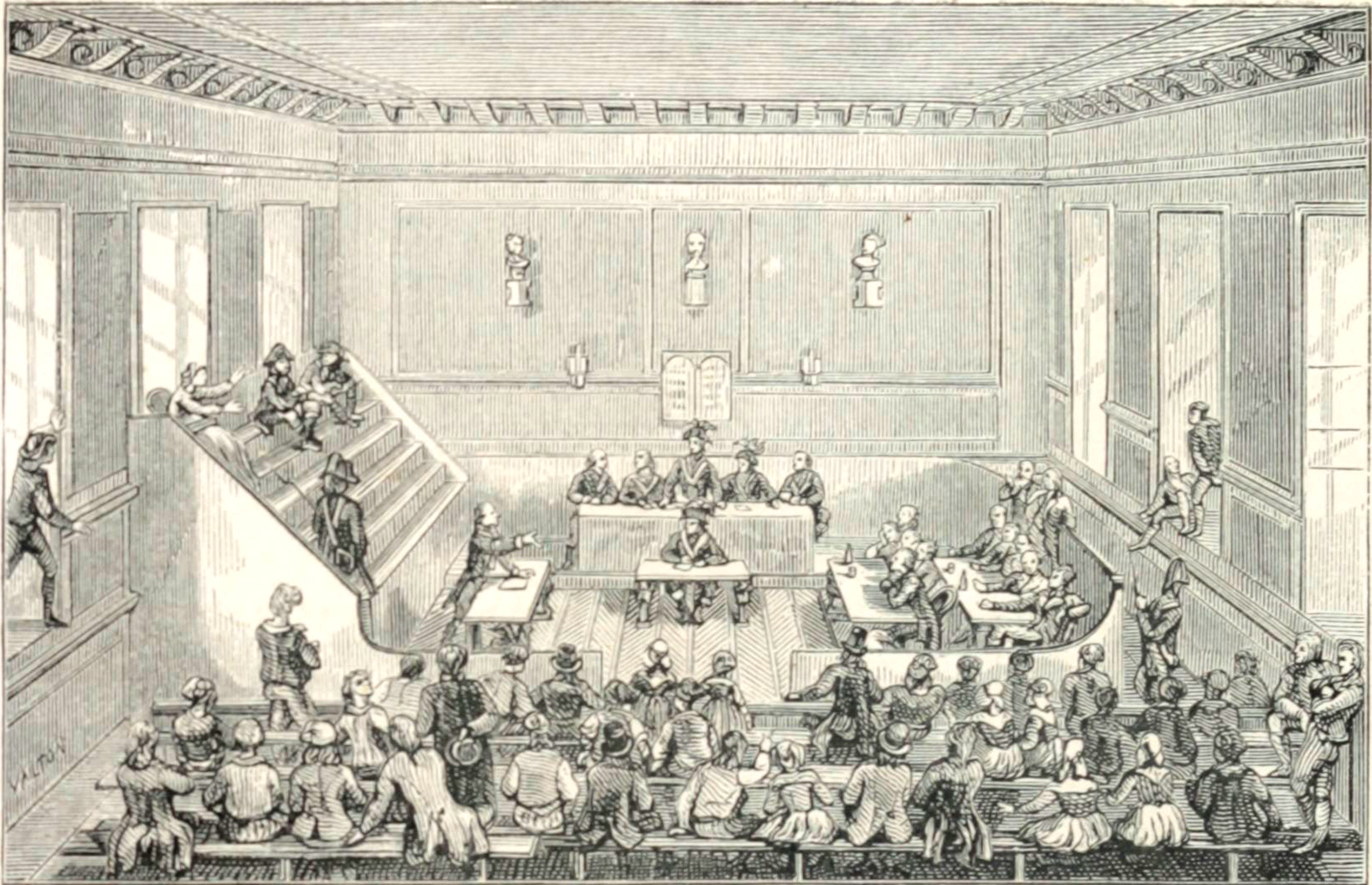

## مقالات مرتبط
- اولین دوران وحشت سفید
- دوران دوم وحشت سفید